# Aušros-Gymnasium Kaunas
Das Aušros-Gymnasium Kaunas (lit. Kauno „Aušros“ gimnazija) ist ein staatliches allgemeinbildendes Gymnasium in der zweitgrößten litauischen Stadt Kaunas. Es befindet sich bei Laisvės alėja. In einem Teilgebäude des Gymnasiums befindet sich auch das Senamiesčio-Progymnasium Kaunas.

## Geschichte
1883 wurde das staatliche Mädchengymnasium Kaunas errichtet. Das Schulgebäude wurde von 1883 bis 1884 am damaligen Nikolaj-Prospekt (jetzt Laisvės al. 95) gebaut. Der Architekt des Gebäudes war Ingenieur Justinas Golinevičius. 1915 wurde die Schule von Pranas Dovydaitis zum ersten litauischen Jungengymnasium der Stadt umstrukturiert. Ab 1923 trug das Gymnasium den Namen Aušros-Gymnasium nach dem Vorschlag des Professors Mykolas Biržiška. 1930 gab es 559 Schüler.
Nach dem Zweiten Weltkrieg wurde es zur ersten Mittelschule und danach zur Komsomol-Mittelschule Kaunas in Sowjetlitauen. Seit 1989 ist sie wieder Aušros-Schule und seit 1998 wieder das Gymnasium. Seit 2006 ist es eine vierstufige Schule (9. bis 12. Klasse). Bis 2013 gab es 95 Abiturjahrgänge.

## Schüler
- Valdas Adamkus, litauischer Präsident
- Jonas Aistis, Dichter
- Robertas Antinis, Skulptor
- Konstantinas Avižonis, Historiker
- Vincas Bacevičius, Pädagoge
- Valteris Kristupas Banaitis, Organist
- Vytautas Bložė, Dichter
- Kazys Bobelis, Politiker
- Dzidorius Budrys, Ökonom
- Virgilijus Vladislovas Bulovas, Ingenieur
- Audrius Butkevičius, Politiker
- Alvydas Butkus, Baltist
- Aleksys Churginas, Dichter
- Juozas Lukša-Daumantas, Partisan
- Rimas Geniušas, Pianist, Dirigent
- Vytautas Jonas Germanavičius, Regisseur
- Jurgis Gimbutas, Architekt
- Jonas Gricius, Kino-Operator
- Edvardas Gudavičius, Historiker
- Edvardas Kaniava, Musiker und Politiker
- Konradas Kaveckas, Organist
- Kazimiera Kymantaitė, Regisseurin
- Limas Kupčinskas, Arzt
- Rytas Kupčinskas, Politiker
- Eugenija Kupčinskienė, Biologin
- Andrius Kuprevičius, Pianist
- Kęstutis Kuzmickas, Arzt
- Vytautas Landsbergis, Politiker
- Pranas Mažeika, Basketball-Spieler
- Antanas Miškinis, Dichter
- Rytas Ostrauskas, Arzt
- Gytis Padegimas, Regisseur
- Gintaras Petrikas, Unternehmer
- Aloyzas Sakalas, Politiker
- Auksutė Ramanauskaitė, Politikerin
- Antanas Škėma, Drama-Autor
- Leonardas Zelčius, Schauspieler
- Vytautas Žalakevičius, Regisseur
- Antanas Žekas, Schauspieler
- Algirdas Žukauskas, Energiewirtschaftler